# 別擔心親愛的
《別擔心親愛的》（英語：Don't Worry Darling）是一部2022年美國心理驚悚片，由奧利維亞·魏爾德執導並與佛蘿倫絲·普伊、哈利·斯泰爾斯、陳靜、琪琪·藍恩以及克里斯·潘恩共同擔任主演。劇情講述1950年代一位的家庭主婦與丈夫生活在烏托邦實驗社區，她開始擔心丈夫迷人的公司可能隱藏著令人不安的秘密。
電影在2022年第79屆威尼斯影展首映，同年9月23日在美國電影院上映，電影整體評價褒貶不一，評論家稱讚普伊的表演、電影的攝影和製作設計，但認為電影整體不甚滿意。

## 劇情綱要
艾莉絲和傑克是1950年代一對幸福的年輕夫婦，生活在看似完美的公司小鎮勝利市，加州是由傑克工作的神秘公司創建和支付的。對她丈夫在秘密「勝利計劃」中的工作性質的好奇開始吞噬艾莉絲。隨著她對該項目的調查引發社區內的緊張局勢，他們的烏托邦生活開始出現裂痕。

## 演員
- 佛蘿倫絲·普伊 飾演 艾莉絲·錢伯斯（Alice Chambers）：年輕而忠誠的家庭主婦。
- 哈利·斯泰爾斯 飾演 傑克·錢伯斯（Jack Chambers）：艾莉絲的工作狂丈夫。
- 陳靜 飾演 雪莉（Shelly）
- 奧利維亞·魏爾德 飾演 邦妮（Bunny）：艾莉絲最好的朋友。
- 琪琪·藍恩（英语：KiKi Layne） 飾演 瑪格麗特·華金斯（Margaret Watkins）
- 克里斯·潘恩 飾演 法蘭克（Frank）

## 製作

### 選角
2020年9月，哈利·斯泰爾斯取代西亞·李畢福加入演員陣容，西亞·李畢福據稱是因為其工作態度不佳而被導演奧利維亞·魏爾德開除。同年十月，陳靜和琪琪·藍恩加入演員陣容，後者因為達珂塔·強生參與的電影《The Lost Daughter》與該片拍攝衝突而替代之。

## 反響

### 評價
媒體和影評家給予本片褒貶不一的評價，爛番茄跟據303條專業評論（116條好評，187條差評），總結「新鮮」度38% ，平均分數 5.4/10，觀眾好評度75%，平均分數3.9/5。網站共識評價寫道：「儘管在鏡頭的兩邊都有很多有趣的人才，然而《別擔心親愛的》基本上都是對過於熟悉的主題的混搭」。 Metacritic則依據62條專業評論（15條好評，40條褒貶不一，7條差評），獲得加權平均分數48分，代表「褒貶不一或中庸」。

### 票房
| 上一届： 《女王》 | 2022年美國週末票房冠軍 第38週 | 下一届： 《微笑》 |

## 外部連結
- 官方网站
- 互联网电影数据库（IMDb）上《別擔心親愛的》的资料（英文）